# Ezra Heywood
Ezra Heywood (1829-1893) foi um anarquista individualista, abolicionista e ativista dos direitos da mulher norte-americano do século XIX.